# Волженцева Ірина Вікторівна
Волженцева Ірина Вікторівна (нар. 20 лютого 1961 року в м. Макіївка, Донецька обл.) — українська науковець у галузі психології. Доктор психологічних наук, професор. Академік АН вищої школи України з 2022 року за науковим відділенням психології, педагогіки та міждисциплінарних проблеми розвитку людини.

## Життєпис
Народилася 20 лютого 1961 року у місті Макіївка, Донецької області.
У 1980 році закінчила Орловське музичне училище (викладач ДМШ, концертмейстер).
Згодом закінчила Бердянський державний педагогічний інститут ім. П. Д. Осипенко у 1990 році (викладач педагогіки і психології (дошкільної), методист по дошкільному вихованню); Київський Центральний інститут післядипломної педагогічної освіти НАПН України (пошукач, 2002 - 2005); Одеський національний університет ім. І. І. Мечникова (докторант, 2009-2012).
Захист кандидатської дисертації «Оптимізація психічних станів студентів в навчальній діяльності засобами музичного впливу» (2006, Київський Центральний інститут післядипломного педагогічної освіти НАПН України).
Захист докторської дисертації «Генезис поліфункціональної регуляції психічних станів особистості емоціогенними засобами» (2013, Київський національний університет імені Тараса Шевченка).
Доцент (2008). Професор (2014).
Працювала: в Макіївській дитячій музичній школі №1: викладач по класу фортепіано (1980-2002), концертмейстер (1980-1997); у Макіївському економіко-гуманітарному інституті: асистент кафедри педагогіки і психології (1997-1999), старший викладач кафедри психології і педагогіки (1999-2007), доцент кафедри психології (2007-2012); професор кафедри психології (2012- 2013), завідувач кафедри психології (2013-2015); у Київському Міжнародному університеті: завідувач кафедри психології та педагогіки; завідувач науковим відділом (2015 – 2016).
З вересня 2016 року по теперішній час – професор кафедри психології і професор кафедри психології і педагогіки дошкільної освіти в університеті Григорія Сковороди в Переяславі.

## Наукова діяльність
Основні напрями наукових досліджень: регуляція і саморегуляція психічних станів особистості; поліфункціональна регуляція; механізми впливу емоціогенних способів, їх взаємодія і використання в психосоматиці; психолінгвістика в контексті розвитку просодичного компонента мовлення музичними виразними засобами (онтомузикотерапія, система Карла Орфа).
Розробник Нової вітчизняної технології поліфункціональної регуляції психічних станів особистості; керівник наукової школи «Інноваційні технології психологічного супроводу розвитку особистості в онтогенезі».
Має патент на авторський винахід.
Практичне використання поліфункціональної регуляції представлене звукокольоровими програмними комплексами за типом «Релаксація» і «Активізація» з анотацією, технічними і гігієнічними вимогами до їх використання, а наукова цінність і новизна захищені авторськими правами.
Здійснені проєкти: «Трансформаційні процеси в дитячій психології і дошкільній освіті ХХІ століття» (ДР № 0118 U003904); «Модернізація дошкільної освіти в третьому десятилітті ХХІ століття» (ДР № 0121U109085); «Розроблення інноваційної моделі діагностики, корекції та профілактики девіантної поведінки молоді України, спричиненої перебуванням в умовах природних та техногенних надзвичайних ситуацій» (наслідки пандемії COVID-19) (реєстраційний номер Проєкту: 2020.01/0213); «Активізація психологічних ресурсів особистості в різних умовах соціалізації» (Державна реєстрація номер 0122U200881).
Наукове консультування, конверсаторіуми, що здійснювалися на підставі договору із закладом освіти «Донецький обласний інститут післядипломної педагогічної освіти» з 2021 (Програма співпраці від 06.09.2021 року, Краматорськ). Наукове консультування, керівництво дослідно-експериментальної діяльності за темою «Технології психологічного супроводу конструювання поведінкових моделей особистості в несприятливих обставинах в онтогенезі» Поуль В. С. (в рамках договору із закладом освіти «Донецький обласний інститут післядипломної педагогічної освіти).

## Наукові публікації
Автор понад 250 публікацій, наукових і навчально-методичних робіт, публікацій в наукових спеціалізованих виданнях, 6 монографій, 6 навчальних посібників.
1. Волженцева И. В. Методологические и теоретико-эмпирические исследования полифункциональной регуляции психических состояний личности эмоциогенными способами: монография; Макеевский экономикогуманитарный институт. Макеевка: МЭГИ, Донецк: Донбасс, 2012. 536 с.
2. Волженцева И. В. Теория и практика оптимизации психических состояний студентов в учебной деятельности средствами музыкального воздействия : монография; Макеевский экономико-гуманитарный институт. – Макеевка : МЭГИ, Донецк: Донбасс, 2011. 227 с.
3. Волженцева І.В Звуковая безопасность личности в изменяющемся мире в контексте воздействия эрготропной музыки на психику человека (Психологічна безпека особистості у змінному світі: міжнародна колективна монографія / за заг. ред. І.В. Волженцевої. Переяслав-Хмельницький (Київ. обл.): Домбровська Я.М., 2019. 474 с. С. 20-37.
4. Волженцева І.В Авторский подход к диагностике эмоциональных состояний студентов в учебной деятельности в контексте их психологической безопасности Психологічна безпека особистості : міжнар. колектив. монографія / Переяслав-Хмельниц. держ. пед. ун-т ім. Григорія Сковороди; Брест. держ. ун-т ім. О. С. Пушкіна; за заг. ред. І. В. Волженцевої. – Переяслав (Київська обл.) : Домбровська Я. М. ; Брест : БрДУ, 2020. 550 с. С.148-169. ISBN 978-617-7747-23-8 (Домбровська Я. М.). ISBN 978-985-22-0138-4 (БрДУ імені О. С. Пушкіна).
5. Волженцева І.В Проблема просодичного компонента мовлення в рамках трансформаційних процесів у дошкільній освіті Трансформаційні процеси в дошкільній освіті першої половини XXI століття : колективна монографія / Науковий редактор Л.О. Калмикова. Переяслав (Київська обл.): Домбровська Я.М., 2020. 706 с. С.405-428.
6. Волженцева І.В Самоосознание студентами-психологами механизмов влияния арттерапии в контексте их академической успеваемости и психологической безопасности. Психологічна безпека особистості : міжнар. колектив. монографія у двох частинах. Частина 2 / Університет Григорія Сковороди в Переяславі; Брест. держ. ун-т ім. О. С. Пушкіна ; за заг. ред. І. В. Волженцевої. Переяслав (Київська обл.) : Домбровська Я. М.; Брест: БрДУ, 2021. 890 с. с. С. 97-127.

Основні прочитані курси: «Загальна психологія», «Практикум з загальної психології», «Психологічні проблеми творчості», «Специфіка сприймання мистецтва», «Основи психології і педагогіки», «Психологія здоров’я», «Кількісні і якісні методи дослідження в психології», «Планування теоретичного та емпіричного дослідження», «Методологія та організація психологічних досліджень», «Методика викладання психологічних досліджень», «Методологія та моделювання психологічних досліджень», «Психологія саморегуляції», «Психолого-педагогічні проблеми передшкільної освіти», «Психолого-педагогічна підготовка майбутніх вихователів до розвитку творчості дітей дошкільного віку», «Методика оптимізації психічних станів особистості», «Психологія мистецтва», «Теорія и методика музичного виховання дітей дошкільного віку», «Методологія наукового дослідження», «Психологія наукової творчості», «Психологія саморегуляції», «Педагогічна психологія», «Психологія емоційної саморегуляції особистості». Новаторські: «Музична культура країн, мова яких вивчається», «Психологія музичного впливу», «Психолого-педагогічна підготовка майбутніх психологів до розвитку просодичного компонента мовлення людини» та ін.
Підручники:
1. Волженцева И. В. Психология музыкального воздействия: учеб. пособие для студ. высших учеб. заведений спец. «Психология» / Макеевка: МЭГИ, Донецк: Норд-Пресс, 2011. 348 с.
2. Волженцева И. В., Синельников В.М. Общая психология: учебное пособие. В двух частях / Часть 1. Макеевский эконом.-гуманит. ин-т. Макеевка: МЭГИ, Донецк : ООО «Східний видавничий дім», 2015. 523 с
3. Волженцева И. В., Синельников В.М. Общая психология: учебное пособие. В двух частях / Часть 2. Макеевский эконом.-гуманит. ин-т. Макеевка: МЭГИ, Донецк: ООО «Східний видавничий дім», 2015. 732 с.
4. Волженцева И. В., Балко Е.В., Бондарь Л.С. Математическая статистика в психологии: некоторые параметрические и непараметрические методы: учебное пособие Макеевский эконом.-гуманит. ин-т. Донецк, ООО «Східний видавничий дім», 2015. 158 с.
5. Волженцева І. В.Магістерські роботи з психології: навчальнометодичний посібник. МЕГІ. Донецьк: Дмитренко Л.Р. 2009. 188.
6. Волженцева, І.В., Харченко, Н.В. Загальна психологія: Курс лекцій з навчальними тестовими завданнями. (Навч. посіб. у 2-х ч.). (Частина 1). Університет Григорія Сковороди в Переяславі. Переяслав (Київська обл.): Домбровська Я. М. 2021. 394 с.

Підготувала 4 кандидата психологічних наук, керує виконанням кандидатських і докторських дисертацій в університеті Григорія Сковороди в Переяславі.
Академік Української технологічної академії (УТА), член правління Громадської організації «Всеукраїнська асоціація психолінгвістів».
Головний редактор зарубіжної колективної монографії «Психологічна безпека особистості».
Відповідальний редактор збірника наукових праць «Psycholinguistics» (Web of Science Core Collection – ESCI та Scopus, категорія «А»). Член редколегії журналів: збірника наукових праць «Вісник національного авіаційного університету. Серія: педагогіка. психологія» (категорія «Б»); Міжнародного наукового журналу «INNOVATIVE SOLUTIONS IN MODERN SCIENCE» («Інноваційні рішення в сучасній науці»), м. Дубай (Об'єднані Арабські Емірати); Міжнародного наукового журналу Paradigm of knowlege, м. Франкфурт, (Німеччина). Журналу «Paradigm of knowledge», видавництво «ТК Меганом», м. Маскат (Королівство Оман).
Член редколегії Журналу «Психологія здоров’я», МАУП, Київ. Голова спеціалізованих вчених рад університету Григорія Сковороди в Переяславі, створеної МОН України.
Член спеціалізованої вченої ради Д.27.053.04 за спеціальністю 19.00.07 – вікова та педагогічна психологія. Член робочих груп експертних комісій МОН України з проведення акредитації (ліцензування) зі спеціальності 053 Психологія. Член оргкомітету Загальноуніверситетської студентської науковопрактичної конференції «Актуальні проблеми сучасної психології», м. Переяслав.
Заступник голови оргкомітету XIII Міжнародній науковопрактичній конференції «Психолінгвістика в сучасному світі», м. Переяслав. Голова організаційного комітету Міжнародної науково-практичної офлайнонлайн конференції учнівської молоді, студентів, магістрів, аспірантів, молодих учених та науковців «Актуальні проблеми сучасної психології: шляхи становлення особистості», м. Переяслав.

## Відзнаки
Нагороджена почесною грамотою ректора ДВНЗ ПХДПУ «ПереяславХмельницький Державний педагогічний університет імені Григорія Сковороди» за багаторічну сумлінну працю, вагомі творчі досягнення, професійну майстерність (2019), Благословенною грамотою та орденом «Орден Православ’я» за заслуги перед Помісною Українською Православною Церквою від Митрополита Київського і всієї України Епіфанія (2020), Почесною Грамотою Всеукраїнської професійної спілки працівників сфери вищої освіти за вагомі трудові здобутки, підготовку висококваліфікованих наукових кадрів, високий професіоналізм, значний особистий внесок в розвиток національної освіти та державної соціальноекономічної політики (2021). «Заслужений працівник освіти» (2022).